# وینچنزو رومانو
وینچنزو رومانو (انگلیسی: Vincenzo Romano؛ زادهٔ ۱۲ مارس ۱۹۵۶) بازیکن فوتبال اهل ایتالیا است.
از باشگاه‌هایی که در آن بازی کرده‌است می‌توان به باشگاه فوتبال آ.اس. رم، باشگاه فوتبال بولونیا، باشگاه فوتبال امپولی، باشگاه فوتبال جنوآ، و باشگاه فوتبال آولینو اشاره کرد.